# Загрядское
Загрядское — деревня в Курчатовском районе Курской области. Входит в Костельцевский сельсовет.

## География
Деревня находится в бассейне реки Прутище, в 48 км к северо-западу от Курска, в 17,5 км к северо-западу от районного центра — города Курчатов, в 6,5 км от центра сельсовета — села Костельцево.
Улицы
В деревне есть улица Победы.
Климат
Загрядское, как и весь район, расположено в поясе умеренно континентального климата с тёплым летом и относительно тёплой зимой (Dfb в классификации Кёппена).

## Население
| 2002 | 2010 |
| ---- | ---- |
| 10   | ↘0   |

## Инфраструктура
Личное подсобное хозяйство. В деревне 8 домов.

## Транспорт
Загрядское находится в 38 км от федеральной автодороги М2 «Крым», в 17 км от автодороги регионального значения 38К-017 (Курск — Льгов — Рыльск — граница с Украиной), в 16 км от автодороги 38К-023 (Льгов — Конышёвка), в 4,5 км от автодороги межмуниципального значения 38Н-362 (38К-017 — Николаевка — Ширково), в 1,5 км от автодороги 38Н-437 (38К-023 — Ольшанка — Мармыжи — 38К-017), в 13,5 км от ближайшего ж/д остановочного пункта 565 км (линия Навля — Льгов I).